# Scott Sampson
Scott D. Sampson (ur. 22 kwietnia 1961 w Vancouver) – kanadyjski paleontolog i biolog ewolucyjny specjalizujący się w badaniach dinozaurów, nauczyciel akademicki i popularyzator nauki. Znany między innymi jako „Doktor Scott, paleontolog” z serialu animowanego Dinopociąg.

## Życiorys
Uzyskał doktorat z zoologii na University of Toronto w 1993 roku, na podstawie pracy o ewolucji dinozaurów rogatych na zachodzie Ameryki Północnej. Jako jej część opisał i nazwał dwa nowe gatunki dinozaurów: Einiosaurus procurvicornis oraz Achelousaurus horneri. Przez kolejny rok pracował w Amerykańskim Muzeum Historii Naturalnej w Nowym Jorku, później przez pięć lat jako asystent w New York College of Osteopathic Medicine na Long Island. W latach 1999–2007 był jednocześnie pracownikiem Natural History Museum of Utah i wykładowcą University of Utah, gdzie osiągnął stanowisko profesora nadzwyczajnego (associate professor).
Jego zainteresowania badawcze skupiały się na ewolucji i ekologii dinozaurów późnej kredy. Prowadził szereg prac terenowych w Kenii, Zimbabwe, Afryce Południowej, Madagaskarze, Meksyku, Stanach Zjednoczonych i Kanadzie. Na Madagaskarze współuczestniczył w odkryciu i opisaniu gatunku Masiakasaurus knopfleri. Jest autorem szeregu artykułów naukowych i popularnonaukowych. W 2003 roku wystąpił jako jeden z gości czteroodcinkowego serialu naukowego Planeta dinozaurów, wyprodukowanego przez Discovery Channel. W 2007 roku przeprowadził się do Kalifornii, pozostając pracownikiem naukowym University of Utah. W 2009 roku University of California Press opublikowało jego książkę Dinosaur Odyssey: Fossil Threads in the Web of Life. Rok później w ramach prac terenowych w Grand Staircase-Escalante National Monument w południowym Utah, opisał z współpracownikami gatunki Kosmoceratops richardsoni i Utahceratops gettyi.
W ramach popularyzacji nauki wśród dzieci i młodzieży został konsultantem serialu animowanego Dinopociąg, wyprodukowanego dla PBS Kids przez The Jim Henson Company. Występował, przedstawiając się jako „Doktor Scott, paleontolog” (Dr. Scott the Paleontologist).